# 차크마개코원숭이
차크마개코원숭이(학명: Papio ursinus) 또는 차크마비비는 긴꼬리원숭이과에 속하며 학명은 Papio ursinus이다. 코 언저리가 개와 비슷하여 개코원숭이라는 이름이 붙었다. 몸무게는 수컷이 40 kg 정도이고 암컷은 그 절반인 20 kg 정도이다. 머리는 크고, 이는 길고 날카로우며, 팔과 다리의 길이가 거의 같다. 수컷이 암컷보다 크다.

## 생활
낮에는 땅에서 생활하고 밤에는 나무 위나 벼랑에서 잔다. 알·과실·풀·곤충·나뭇잎·나무 뿌리를 주로 먹으며 수컷은 어린 영양이나 토끼를 잡아먹기도 한다. 먹이는 뺨 안쪽에 있는 주머니에 넣어 나른다. 10-200마리씩 무리 지어 산다. 수컷 한 마리에 암컷과 새끼 여러 마리가 딸린 형태를 하렘이라고 하는데, 많은 하렘이 모여서 커다란 무리를 형성하기도 한다. 수컷은 매우 사납고, 무리를 보호한다.

## 아종
차크마개코원숭이는 3종의 아종이 있다:
- Papio ursinus ursinus (케이프개코원숭이)
- Papio ursinus griseipes (회색발개코원숭이)
- Papio ursinus raucana (루아카나개코원숭이)